# Kermarion kermadecensis
Kermarion kermadecensis är en snäckart som först beskrevs av E.A. Smith 1873.  Kermarion kermadecensis ingår i släktet Kermarion och familjen Helicarionidae. Inga underarter finns listade i Catalogue of Life.